# Kiki Cutter
Christina Cutter detta Kiki  (Bend, 24 luglio 1949) è un'ex sciatrice alpina statunitense.

## Biografia

### Carriera sciistica
Sciatrice polivalente con maggior propensione alle prove tecniche, in Coppa del Mondo Kiki Cutter esordì il 10 marzo 1967 a Franconia in discesa libera (22ª), ottenne i primi punti il 26 marzo seguente a Jackson Hole in slalom speciale (6ª) e salì per la prima volta sul podio il 25 gennaio 1968 a Saint-Gervais-les-Bains, con il 3º posto nello slalom speciale vinto dalla svizzera Fernande Bochatay davanti alla francese Florence Steurer: si trattò del primo podio femminile statunitense in Coppa del Mondo. Ai X Giochi olimpici invernali di Grenoble 1968, sua unica partecipazione olimpica, si classificò 17ª nella discesa libera, 21ª nello slalom gigante e non completò lo slalom speciale; il 25 febbraio successivo a Oslo conquistò in slalom speciale il suo primo successo in Coppa del Mondo: fu la prima vittoria statunitense (sia maschile sia femminile) nel massimo circuito internazionale.
La stagione 1968-1969 fu la migliore della Cutter in Coppa del Mondo: ottenne sei podi, con tre vittorie, e si classificò al 4º posto nella classifica generale e al 2º in quella di slalom speciale, staccata di 5 punti dalla vincitrice Gertrud Gabl. Il 22 gennaio 1970 salì per l'ultima volta sul podio in Coppa del Mondo vincendo lo slalom speciale di Saint-Gervais-les-Bains; il 2 febbraio seguente con il 7º posto nello slalom speciale ottenuto sul tracciato italiano dell'Abetone conquistò il suo ultimo piazzamento nel circuito e ai successivi Mondiali di Val Gardena 1970, suo congedo agonistico, non completò lo slalom speciale, l'unica gara nella quale prese il via.

### Altre attività
Dopo il ritiro prese parte per alcuni anni al circuito professionistico nordamericano (Pro Tour); tra il 1971 e il 1973 fu sposata con l'allenatore di sci alpino e commentatore televisivo Bob Beattie.

## Palmarès

### Coppa del Mondo
- Miglior piazzamento in classifica generale: 4ª nel 1969
- 12 podi (2 in slalom gigante, 10 in slalom speciale):
  - 5 vittorie (1 in slalom gigante, 4 in slalom speciale)
  - 1 secondo posto
  - 6 terzi posti

#### Coppa del Mondo - vittorie
| Data             | Località                | Paese          | Specialità |
| ---------------- | ----------------------- | -------------- | ---------- |
| 25 febbraio 1968 | Oslo                    | Norvegia       | SL         |
| 3 gennaio 1969   | Oberstaufen             | Germania Ovest | GS         |
| 15 marzo 1969    | Mont-Sainte-Anne        | Canada         | SL         |
| 22 marzo 1969    | Waterville Valley       | Stati Uniti    | SL         |
| 22 gennaio 1970  | Saint-Gervais-les-Bains | Francia        | SL         |

Legenda:

GS = slalom gigante

SL = slalom speciale

### Campionati statunitensi juniores
- 1 oro (discesa libera nel 1967)[3]

## Riconoscimenti
- U.S. National Ski Hall of Fame (1993)[3]